# Mintons
Pour les articles homonymes, voir Minton.
Mintons est une ancienne manufacture britannique de céramique et de porcelaine fondée en 1793 dans le Staffordshire, indépendante jusqu'en 1968 et dont la marque disparaît en 2005. Sous l'époque victorienne, Mintons Ltd fournit de nombreuses institutions à l'international. Ses productions du XIXe siècle, mariant différents styles, sont particulièrement recherchées par les collectionneurs.

## Histoire

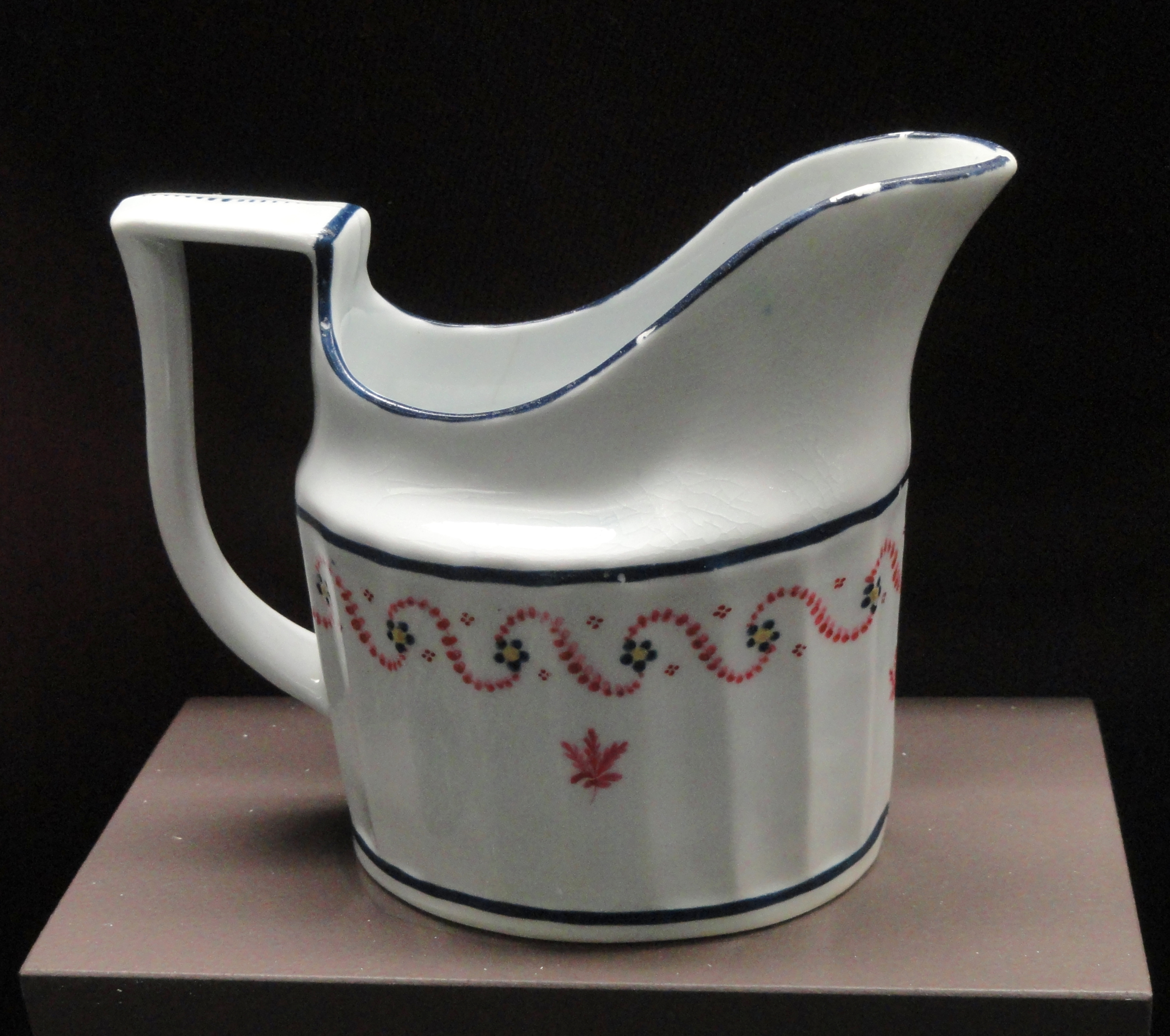
Pot à lait, vers 1797-1799, Toronto, Gardiner Museum.

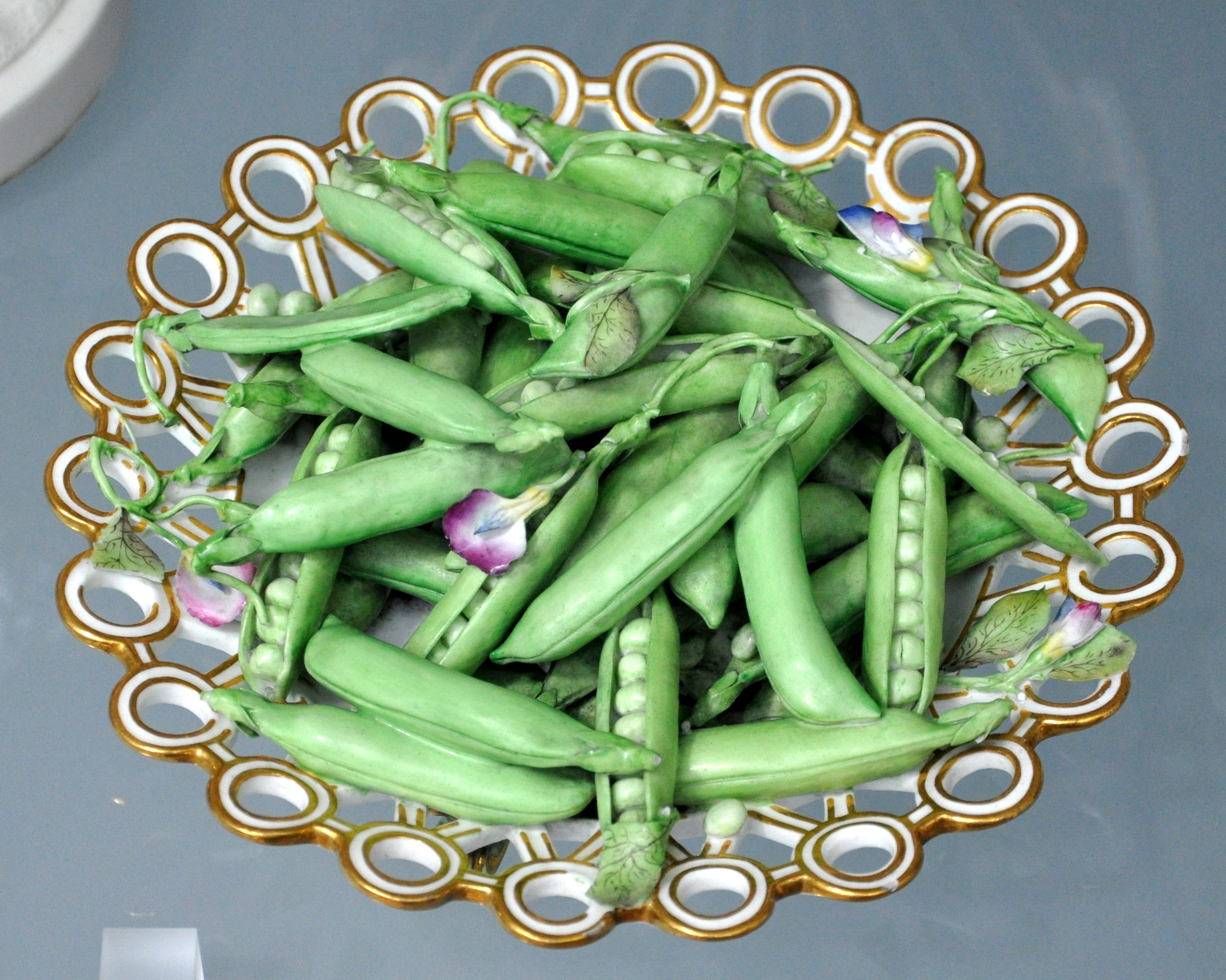
Plat en trompe-l'œil aux petits pois, 1855.

Une première entreprise est fondée en 1793 par le potier Thomas Minton (en) (1765–1836), à Stoke-on-Trent, dans le Staffordshire, sous le nom de « Thomas Minton and Sons » ; les objets sont fabriqués à partir d'argile, la technique est celle de la terre cuite, recouverte d'un glaçage à l'émail et peinte à la main. En 1796, Thomas s'associe à Joseph Poulson ; Minton & Poulson commencent à produire de la porcelaine de Chine en 1798, faisant appel à la technique de la porcelaine à la cendre d'os (Bone China). Après le décès de Poulson en 1808, Minton reprend l'ensemble des activités (terre cuite et porcelaine) jusqu'en 1816. L'entreprise n'est pas la seule à produire de tels objets dans la région, qui comprend de nombreux artisans potiers. Durant les années 1810-1820, Thomas Minton rejoint en tant que client un consortium minier situé à Hendra Common, zone située à St Dennis en Cornouailles, qui exploite la kaolinite ; ce matériau sert à fabriquer la porcelaine de Chine. Cette mine fournit, outre Minton & Poulson, Wedgwood, William Adams, et New Hall Porcelain. 
Les premiers objets produits par Minton adoptent rapidement la technique de décoration par transfert, une méthode proche du principe du décalque et passant par la gravure : les motifs sont d'abord dessinés puis gravés sur cuivre ; la matrice encrée sert à imprimer le motif sur un papier spécial ; après traitement, le papier imprimé permet d'apposer les motifs sur le support en porcelaine ou en terre vernissée. Les motifs proviennent de modèles produits au XVIIIe siècle, tels que le Willow pattern (en), et dont la vogue s'était établie avec la production de chinoiseries à l'époque du rococo. L'un des pionniers britanniques de ce mode de transfert et d'inspiration fut Thomas Turner (1749-1809), potier et magistrat, très établi dans le Staffordshire.

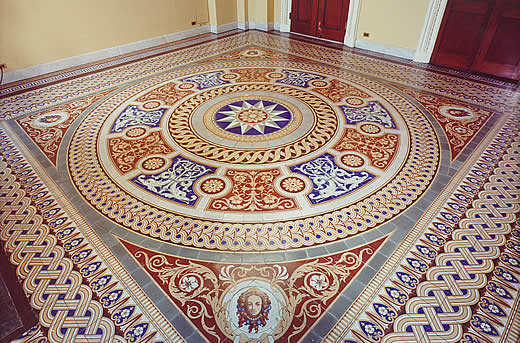
Carreaux à décor d'engobe Mintons recouvrant le sol du Capitole des États-Unis, 1856.

Les premières pièces de prestige produites par la Minton China dans les années 1820 le sont dans le style Regency ; on trouve des services à thé ou à café, des bols, des saladiers, et des plats en trompe-l'œil raffinés. En 1817, les deux fils de Minton, Thomas II et Herbert, entrent dans les affaires de leur père. En 1836, à la mort du fondateur, Herbert Minton (1793–1858) reprend seul les commandes. Il produit du carreau à décor d'engobe, produit très apprécié à l'époque victorienne ; il travaille en lien avec l'architecte et décorateur Augustus Pugin. Fin 1842, le chiffre d'affaires atteint 45 000 £, réparti ainsi : 47 % de porcelaine ; 48 % de terre cuite et le reste en ironstone (en). En 1845, il forme un partenariat avec Michael Hollins, la société devient Minton, Hollins & Company. Les associés développent la production d'éléments décoratifs muraux et sols, fournissant des édifices religieux, des bâtiments publics, de grands hôtels, des maisons particulières. La firme montre ses produits durant la Grande Exposition de 1851 à Londres. En 1858, elle a pour client l'architecte en chef du Capitole des États-Unis, produisant une partie du dallage décoratif destiné aux sols. Mintons commence également à produire des objets d'art en porcelaine, des vases, mais aussi des sculptures figuratives, imitant l'aspect du marbre antique ; les motifs sont fabriqués par des artistes comme Hiram Powers. Également produites, les céramiques en biscuit étant à la mode, le succès de la maison Mintons devient international (Cf. Parian ware). 

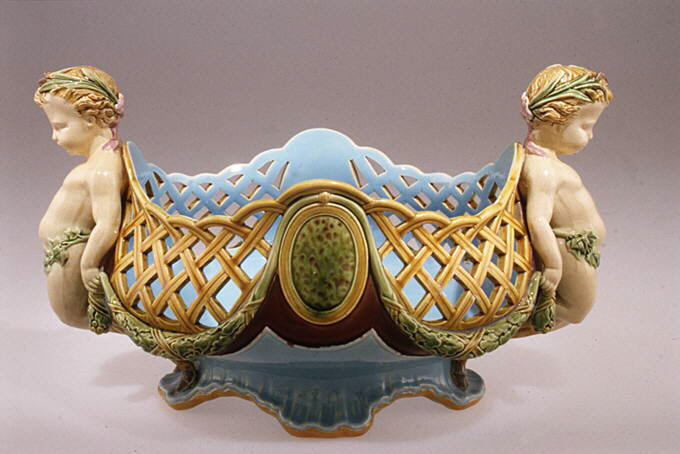
Cache-pot en terre cuite émaillée de style majolique victorien, conçu pour Mintons par Carrier-Belleuse, 1868.

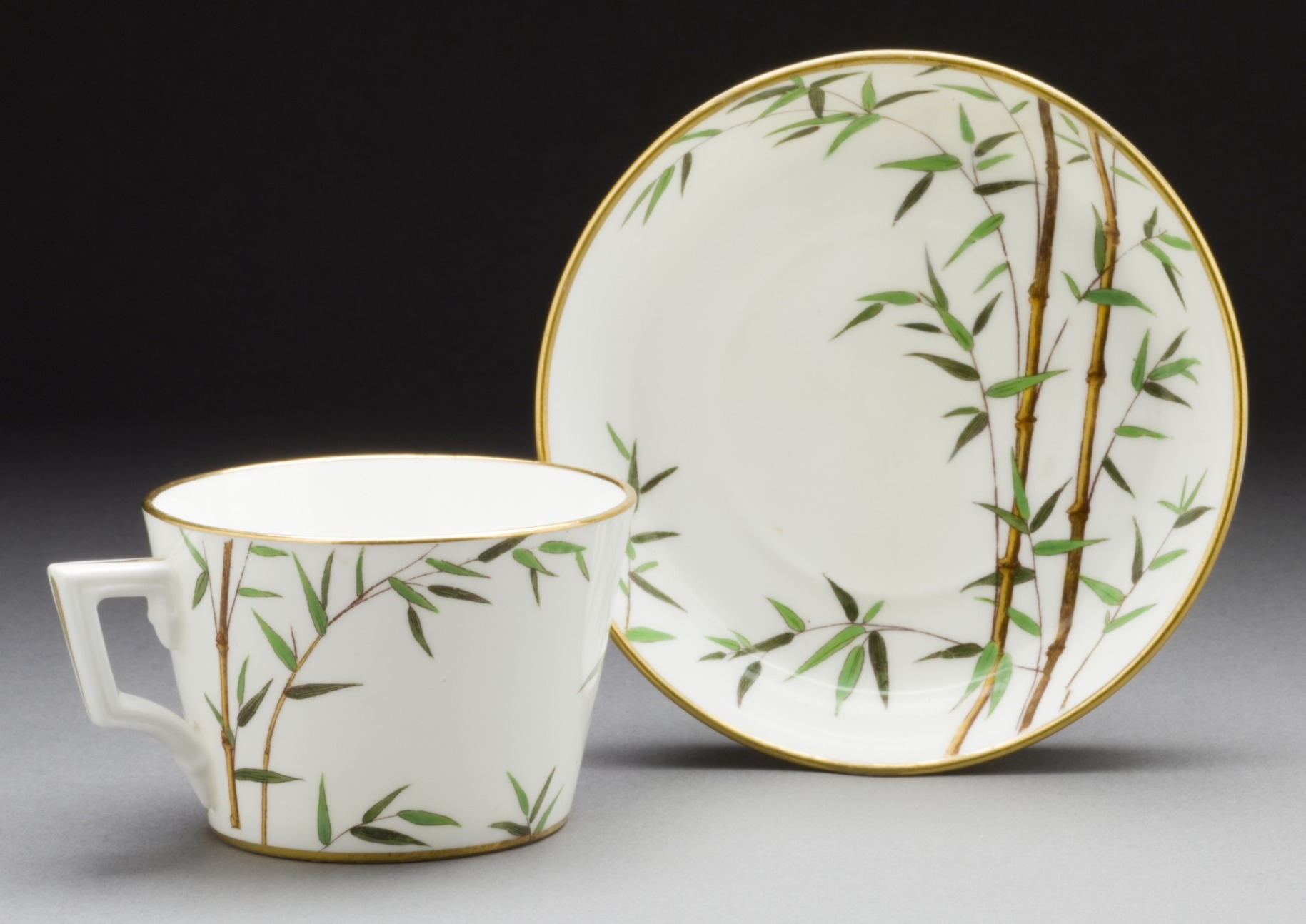
Tasse et soucoupe à thé au motif bambou, design de Christopher Dresser, porcelaine, 1875, LACMA.

En 1849, Mintons engage un jeune céramiste français, Joseph-François-Léon Arnoux (1816-1902), en tant que directeur artistique, poste qu'il conserve jusqu'en 1892. Arnoux s'active à relancer la faïence de Saint-Porchaire. Les majoliques connaissent alors une vogue à partir des années 1850, la technique provient de Bernard Palissy. Le XVIIIe siècle français inspire également Mintons, et ce, dès les années 1840 : la manufacture de Sèvres, via son directeur Alexandre Brongniart, autorise Mintons à copier certains modèles.  
En 1858, après la mort de Herbert Minton, c'est son neveu, Colin Minton Campbell (1827-1885) qui prend la tête de la société. Il développe des porcelaines chinoises en cloisonné, des objets en laque d'inspiration japonaise et des céramiques dans le style ottoman ou persan. Arnoux va faire venir de France avant 1870 le céramiste Marc-Louis Solon, lequel impliqua aussi son fils, Léon-Victor Solon, qui prend la succession d'Arnoux en 1902. En 1878, la société prend le nom de Mintons Limited.
En 1867, Christopher Dresser commence à travailler pour Mintons. Ses productions présentent au fil des années une succession de rupture de styles, où se lisent les influences croisées du japonisme et de l'art and craft.
Avant 1900, Léon-Victor Solon ouvre la maison Mintons aux nouvelles tendances européennes : l'art nouveau et le sécessionnisme viennois. 
Après 1918, la gamme décorative revient à des sources plus classiques, tournant le dos aux innovations de l'art déco. L'usine principale de Stoke est détruite durant la Seconde Guerre mondiale. J. E. Hartill, lointain descendant du fondateur, décide de reconstruire l'usine dans un style moderne. En 1968-1971, la holding Pearson rachète et regroupe divers fabricants sous le label Allied English Potteries, dont Royal Doulton.
L'usine est détruite dans les années 1990. Le musée Mintons est démembré, les collections dispersées en 2002. La marque disparaît en 2005. Les archives Mintons ont été acquises par la ville de Stoke en 2015.